# Behind the Iron Curtain
Behind the Iron Curtain е видео на британската хевиметъл група Iron Maiden. То е издадено на 24 октомври 1984 г., и включва кадри от пътуването на групата в Източна Европа през същата година и изпълнения от концертите в Полша, Югославия и Чехословакия. Освен двете промоционални видеа от албума „Powerslave“, видеото включва и две изпълнения на живо, както и интервю с членовете на групата. Това видео не е включено в категориите на MPAA. Дължината на записа е 30 минути. Съществува и разширена версия, която е с продължителност 58 минути и е включена във втория диск на „Live After Death“. Разширената версия е излъчвана по MTV през 1984 г. и до излизането на „Live After Death“ се намира рядко. Анализът на песните показва, че аудиото на оригиналното видео се различава от аудиото на разширената DVD версия.